# 柳叶节肢蕨
柳叶节肢蕨（学名：Arthromeris salicifolia）为水龙骨科节肢蕨属下的一个种。